# Trouvée
Trouvée – en anglais Found – est un tableau du peintre britannique Dante Gabriel Rossetti pour lequel il a commencé à faire des études dès 1853 mais qu'il a laissé encore inachevé à sa mort en 1882. Cette huile sur toile préraphaélite est une scène de genre qui représente l'instant où un jeune paysan venu en ville vendre un veau trouve son amoureuse jetée à la rue par la prostitution. L'œuvre fait partie depuis 1935 des collections du Delaware Art Museum, à Wilmington, dans le Delaware, aux États-Unis.

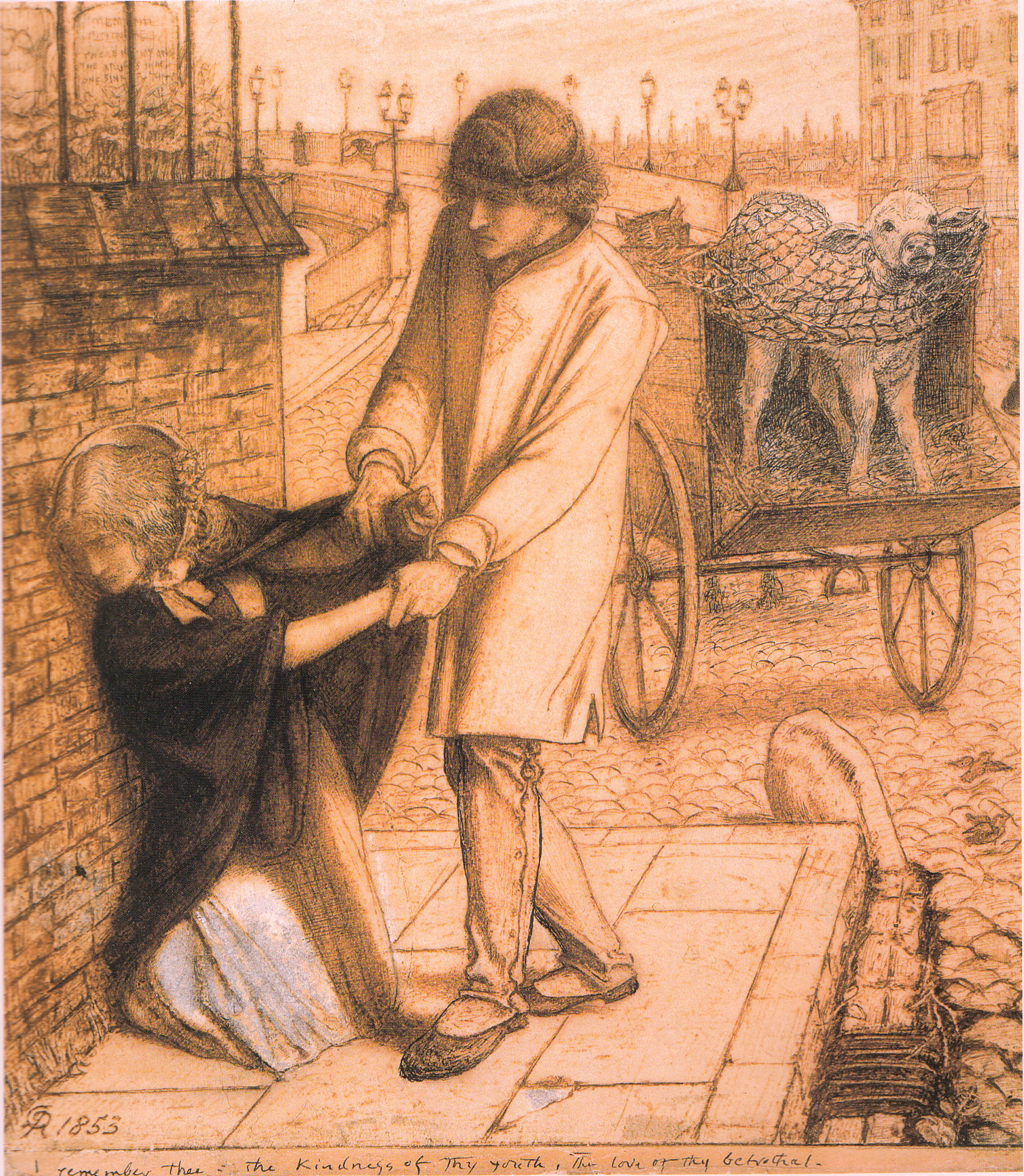
Étude, 1853 – British Museum, Londres.
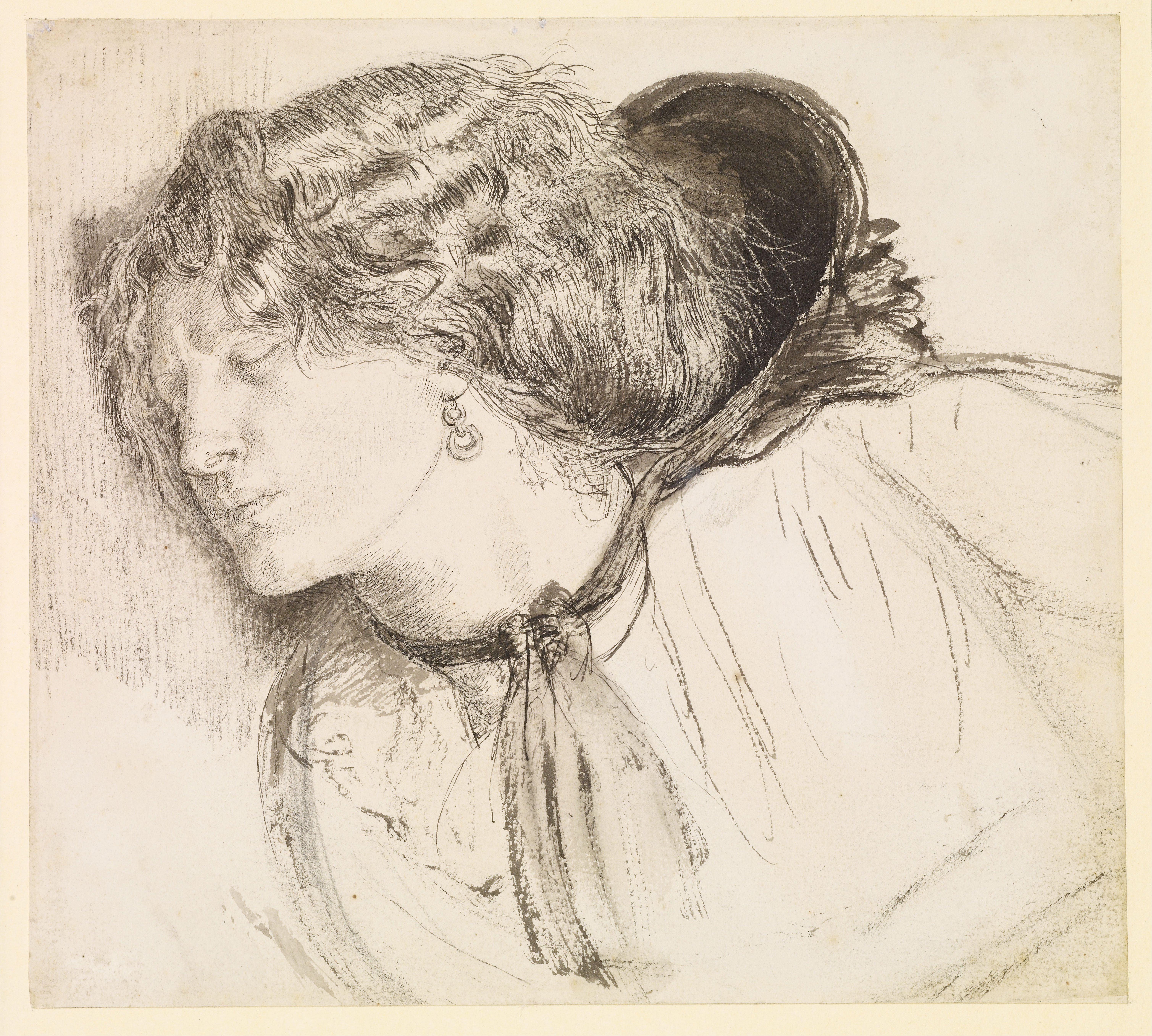
Étude de la tête de la jeune femme, 1859-1861 – Birmingham Museum and Art Gallery, Birmingham.

## Bibliographe
- Heather Birchall, Préraphaélites, Taschen, 2022, 96 p. (ISBN 9783836506151), p. 80-81.